# بیت‌قدم
بیت‌قدم (به انگلیسی: Bitwalking) واحد پولی‌ای‌ست که برخلاف بیت کوین که توسط کامپیوتر ها استخراج (به انگلیسی: Mining) می‌شود، با قدم‌زدنِ انسان‌ها ساخته می‌شود.

## مفهوم
این واحد پولی رمزنگاری‌شده که توسط نیسان بهار و فرانکی ایمبسی ساخته شده با حرکت انسان ساخته می‌شود. این پول با قدم‌زدن ایجاد می‌گردد. بیت‌قدم ابزارک‌یست که بر روی گوشی‌های هوشمند نصب می‌شود و با شمردن گام‌های دارندهٔ گوشی به ازای هر ۱۰٬۰۰۰ قدمی که برمی‌دارد که چیزی حدود ۵ مایل می‌شود به او یک دلار بیت‌قدم (BW$) می‌دهد. دارندگان این نرم‌افزار می‌توانند با این پول از فروشگاه‌های برخط چیز بخرند یا آن را با پول نقد معاوضه کنند.

## پشتیبانی
سازندگان این یکای پولی تا نوامبر ۲۰۱۵ توانسته‌اند ده میلیون دلار منابع مالی اولیه برای این یکای پولی به عنوان پشتیبان عموماً از سرمایه‌گذاران ژاپنی جمع کنند تا بتوانند واحد پولی‌شان را راه بیندازند و بتوانند پایگاه اطلاعاتی‌ای برای تراکنش‌ها بسازند. همچنین شرکت موراتا بر روی دست‌بندی کار می‌کند که بتواند جایگزین استفاده از گوشی‌های هوشمند برای نمایش بیت‌قدم‌هایی شود که دارنده‌اش تولید می‌کند. سازندگان کفش و حتی برخی بانک‌های انگلستان هم آمادهٔ پذیرش این یکای پولی‌اند.

## پی‌نوشت
1. ↑  فرهمند، بیت‌واکینگ.
2. ↑  Simmons, Bitwalking dollars.
3. ↑  Simmons, Bitwalking dollars.